# Hans Bock (Chemiker)
Hans Bock (* 5. Oktober 1928 in Hamburg; † 21. Januar 2008 in Königstein im Taunus) war ein deutscher Chemiker und Ordinarius für Anorganische Chemie an der Johann Wolfgang Goethe-Universität in Frankfurt am Main.

## Leben
Bock studierte Chemie an der Ludwig-Maximilians-Universität München, wo er 1958 bei Egon Wiberg über wasserfreies Hydrazin promovierte und 1964 über phosphorhaltige Diazene habilitierte. Anschließend widmete er sich bei Edgar Heilbronner an der ETH Zürich für drei Jahre den praktischen Anwendungen des HMO-Modells, was zum Standardwerk: Das HMO-Modell und seine Anwendung führte, bevor er 1968 als Professor an den Lehrstuhl für Anorganische Chemie der Universität Frankfurt berufen wurde.

## Werk
Das wissenschaftliche Werk umfasst über 500 Publikationen, die sich vor allem mit der Darstellung elementorganischer Verbindungen und den physikalischen Messmethoden zu deren Charakterisierung befassen. Besonderes Interesse galt der Photoelektronenspektroskopie zum Nachweis kurzlebiger Moleküle.

## Schriften
- Edgar Heilbronner und Hans Bock: Das HMO-Modell und seine Anwendung. Verlag Chemie
  - Band 1: Grundlagen und Handhabung
  - Band 2: Übungsbeispiele mit Lösungen
  - Band 3: Tabellen berechneter und experimenteller Größen

## Preise und Ehrungen
Bock erhielt zahlreiche Ehrungen und Auszeichnungen. Er war seit 1977 „Auswärtiges Wissenschaftliches Mitglied“ der Max-Planck-Gesellschaft und Gastprofessor an der University of Michigan (Ann Arbor) und der TU München. Zwei Ehrendoktortitel erhielt er an den Universitäten in Hamburg und Montpellier.
Von der Gesellschaft Deutscher Chemiker (GDCh) wurde ihm 1987 der von der Degussa AG gestiftete Wilhelm-Klemm-Preis verliehen. Seit 1991 war er gewähltes Mitglied der Gelehrtenakademie Leopoldina.

## Mitgliedschaften
- Akademie der Wissenschaften und der Literatur | Mainz[6]